# Битва у Саурана (1471)
Битва у Саурана (1471) (сражение под Саураном) — по дороге в Самарканд небольшой отряд Шейбани потерпел сокрушительное поражение возле города Сауран. Сражение возглавил местный правитель Иренджи-султан.

## Предыстория
Весной 1471 года Шейбани вместе с родственниками начал серию набегов на степные племена, находившиеся под властью урусидов. Казахи три месяца безуспешно осаждали Сыгнак, после чего Мухаммед Шейбани ушёл в Отрар, а город без боя сдался вернувшемуся Бурундук-хану. После этого Шейбани вновь попытался овладеть Сыгнаком, но в это время уже зимой к городу Туркестан подошло войско хана Керея. Один из приближённых Шейбани — Мухаммад-Мазид-тархан — убедил Шейбани и других царевичей отступить в Бухару. Появление казахского хана под Туркестаном вынудило Мухаммеда Шейбани отступить и на два года перебраться в Бухару.

## Ход сражения
Недалеко от Саурана малочисленный отряд Шейбани неожиданно столкнулся с большим войском султана Иренджи — сына Жанибек-хана. Завязалась ожесточённая битва, в которой погибло много соратников Шейбани, включая его родственника Алике-Бахадура. 

Войско победоносное [Мухаммед-Шейбани-султана] было до крайней степени малочисленным, а войско противника, наоборот, до крайней степени многочисленным- [Войска] устроили сражение. Воины Мухаммед-Шейбани-султана в этой битве] показали мужество и храбрость, [однако] сколько они ни старались, ничего не [смогли] добиться. Врагам не было числа, они наносили последовательные удары Алейку-султану и предали его смерти. Его Величество [Мухаммед-Шейбани-султан], наместник Всевышнего, проронив на щеки свои капли слез, решил направиться в сторону Бухары. Но после имевшей место кончины Алейке-султана, султаны и эмиры и багадуры — все, кто был свидетелем этого обстоятельства гибели их, поражения и бегства Мухаммед-Шейбани-султана, разбежались в разные стороны, так что у них не было возможности соединиться друг с другом. [А Шейбани-хан], как уже было сказано, с несколькими приближенными направил поводья решимости в сторону Бухары. В то время хакимом его [Бухары] был эмир Абд’али-тархан. Когда [он] получил известие о (прибытии] Шейбани-хана, {он] выехал [ему] навстречу и, с почестями и уважением совершеннейшим приведя его на место, занялся прислуживанием 57…— «Шейбане-наме»
Его смерть произвела сильное впечатление на участников боя. Об этом писал Али Бинаи: «После кончины Алике-султана султаны, эмиры и бахадуры — все, кто был свидетелем того события, разбежались в разные стороны, так что у них не было возможности соединиться друг с другом». В сражении погибли несколько султанов из ближайшего окружения Мухаммада Шайбани. После этого узбекские беки и султаны из рода Джучидов, которые ранее поддерживали его, покинули предводителя. Несмотря на тяжёлые потери, Шейбани сумел избежать преследования и добрался до Бухары.

## Результаты
После пережитого поражения Шейбани стремился к мести, и вскоре для него были созданы условия, позволявшие надеяться на реванш. В Мавераннахр начали стекаться все, кто был недоволен восстановлением власти потомков Урус-хана. Подготовка к новой войне заняла около двух лет. Шейбани не только решал материальные и моральные вопросы, но и активно работал над тем, чтобы расколоть антишибанидскую коалицию. Весной 1471 года произошло важное событие. В результате заговора тимуридов был пленён и заключён в ташкентскую тюрьму могольский хан Юнус. Это ослабило позиции противников Шейбани. Однако решающим успехом стало установление союза с ногайскими беками. Они также опасались растущего влияния урусидов и, к тому же, между родом Едыге и потомками Уруса исторически существовала вражда. Один из влиятельных мангытских беков — Муса — пообещал, что, если Шейбани добьётся победы, он признает его ак-ордынским ханом.